# Marele Premiu al Marii Britanii din 2019
Marele Premiu al Marii Britanii din 2019 (cunoscut oficial ca Formula 1 Rolex British Grand Prix 2019) a fost o cursă auto de Formula 1 ce s-a desfășurat pe 14 iulie 2019 pe Circuitul Silverstone din Silverstone, Regatul Unit. Cursa a fost cea de-a zecea etapă a Campionatului Mondial de Formula 1 din 2019, fiind pentru a șaptezecea oară când s-a desfășurat o etapă de Formula 1 în Marea Britanie.
Lewis Hamilton a devenit pilotul cu cele mai multe victorii în Marea Britanie.

## Calificări
Calificările au avut loc pe 13 iulie 2019, începând cu ora locală 14:00 (UTC+1), ora 16:00 EEST.
| Poz.                  | Nr. | Pilot              | Constructor               | Timpi calificări | Timpi calificări | Timpi calificări | Grila finală |
| Poz.                  | Nr. | Pilot              | Constructor               | Q1               | Q2               | Q3               | Grila finală |
| --------------------- | --- | ------------------ | ------------------------- | ---------------- | ---------------- | ---------------- | ------------ |
| 1                     | 77  | Valtteri Bottas    | Mercedes                  | 1:25,750         | 1:25,672         | 1:25,093         | 1            |
| 2                     | 44  | Lewis Hamilton     | Mercedes                  | 1:25,513         | 1:25,840         | 1:25,099         | 2            |
| 3                     | 16  | Charles Leclerc    | Ferrari                   | 1:25,533         | 1:25,546         | 1:25,172         | 3            |
| 4                     | 33  | Max Verstappen     | Red Bull Racing-Honda     | 1:25,700         | 1:25,848         | 1:25,276         | 4            |
| 5                     | 10  | Pierre Gasly       | Red Bull Racing-Honda     | 1:26,273         | 1:26,038         | 1:25,590         | 5            |
| 6                     | 5   | Sebastian Vettel   | Ferrari                   | 1:25,898         | 1:26,023         | 1:25,787         | 6            |
| 7                     | 3   | Daniel Ricciardo   | Renault                   | 1:26,428         | 1:26,283         | 1:26,182         | 7            |
| 8                     | 4   | Lando Norris       | McLaren-Renault           | 1:26,079         | 1:26,385         | 1:26,224         | 8            |
| 9                     | 23  | Alexander Albon    | Scuderia Toro Rosso-Honda | 1:26,482         | 1:26,403         | 1:26,345         | 9            |
| 10                    | 27  | Nico Hülkenberg    | Renault                   | 1:26,568         | 1:26,397         | 1:26,386         | 10           |
| 11                    | 99  | Antonio Giovinazzi | Alfa Romeo Racing-Ferrari | 1:26,449         | 1:26,519         | N/A              | 11           |
| 12                    | 7   | Kimi Räikkönen     | Alfa Romeo Racing-Ferrari | 1:26,558         | 1:26,546         | N/A              | 12           |
| 13                    | 55  | Carlos Sainz Jr.   | McLaren-Renault           | 1:26,203         | 1:26,578         | N/A              | 13           |
| 14                    | 8   | Romain Grosjean    | Haas-Ferrari              | 1:26,347         | 1:26,757         | N/A              | 14           |
| 15                    | 11  | Sergio Pérez       | Racing Point-BWT Mercedes | 1:26,649         | 1:26,928         | N/A              | 15           |
| 16                    | 20  | Kevin Magnussen    | Haas-Ferrari              | 1:26,662         | N/A              | N/A              | 16           |
| 17                    | 26  | Daniil Kveat       | Scuderia Toro Rosso-Honda | 1:26,721         | N/A              | N/A              | 17           |
| 18                    | 18  | Lance Stroll       | Racing Point-BWT Mercedes | 1:26,762         | N/A              | N/A              | 18           |
| 19                    | 63  | George Russell     | Williams-Mercedes         | 1:27,789         | N/A              | N/A              | 19           |
| 20                    | 88  | Robert Kubica      | Williams-Mercedes         | 1:28,257         | N/A              | N/A              | 20           |
| Regula 107%: 1:31,498 |     |                    |                           |                  |                  |                  |              |
| Sursa:                |     |                    |                           |                  |                  |                  |              |

## Cursa
Cursa a avut loc pe 14 iulie 2019, începând cu ora locală 14:00 (UTC+1), ora 16:00 EEST, și a durat 52 de tururi.
| Poz.                                                               | Nr. | Pilot              | Constructor               | Tururi | Timp/Retras | Puncte |
| ------------------------------------------------------------------ | --- | ------------------ | ------------------------- | ------ | ----------- | ------ |
| 1                                                                  | 44  | Lewis Hamilton     | Mercedes                  | 52     | 1:21:08,452 | 26     |
| 2                                                                  | 77  | Valtteri Bottas    | Mercedes                  | 52     | +24,928s    | 18     |
| 3                                                                  | 16  | Charles Leclerc    | Ferrari                   | 52     | +30,117s    | 15     |
| 4                                                                  | 10  | Pierre Gasly       | Red Bull Racing-Honda     | 52     | +34,692s    | 12     |
| 5                                                                  | 33  | Max Verstappen     | Red Bull Racing-Honda     | 52     | +39,458s    | 10     |
| 6                                                                  | 55  | Carlos Sainz Jr.   | McLaren-Renault           | 52     | +53,639s    | 8      |
| 7                                                                  | 3   | Daniel Ricciardo   | Renault                   | 52     | +54,401s    | 6      |
| 8                                                                  | 7   | Kimi Räikkönen     | Alfa Romeo Racing-Ferrari | 52     | +65,540s    | 4      |
| 9                                                                  | 26  | Daniil Kveat       | Scuderia Toro Rosso-Honda | 52     | +66,720s    | 2      |
| 10                                                                 | 27  | Nico Hülkenberg    | Renault                   | 52     | +72,733s    | 1      |
| 11                                                                 | 4   | Lando Norris       | McLaren-Renault           | 52     | +74,281s    |        |
| 12                                                                 | 23  | Alexander Albon    | Scuderia Toro Rosso-Honda | 52     | +75,617s    |        |
| 13                                                                 | 18  | Lance Stroll       | Racing Point-BWT Mercedes | 52     | +81,086s    |        |
| 14                                                                 | 63  | George Russell     | Williams-Mercedes         | 51     | +1 tur      |        |
| 15                                                                 | 88  | Robert Kubica      | Williams-Mercedes         | 51     | +1 tur      |        |
| 16                                                                 | 5   | Sebastian Vettel   | Ferrari                   | 51     | +1 tur      |        |
| 17                                                                 | 11  | Sergio Pérez       | Racing Point-BWT Mercedes | 51     | +1 tur      |        |
| Ab                                                                 | 99  | Antonio Giovinazzi | Alfa Romeo Racing-Ferrari | 18     | Accident    |        |
| Ab                                                                 | 20  | Kevin Magnussen    | Haas-Ferrari              | 9      | Accident    |        |
| Ab                                                                 | 8   | Romain Grosjean    | Haas-Ferrari              | 6      | Accident    |        |
| Cel mai rapid tur: Lewis Hamilton (Mercedes) – 1:27.369 (turul 52) |     |                    |                           |        |             |        |
| Sursa:                                                             |     |                    |                           |        |             |        |

| Loc    | 1  | 2  | 3  | 4  | 5  | 6 | 7 | 8 | 9 | 10 | CMRT |
| Puncte | 25 | 18 | 15 | 12 | 10 | 8 | 6 | 4 | 2 | 1  | 1    |

Note
- ^1 – Sebastian Vettel a primit o penalizare de 10 secunde pentru provocarea unei coliziuni.

## Clasamentele campionatelor după cursă
|  | Poz. | Pilot            | Puncte |
|  | ---- | ---------------- | ------ |
|  | 1    | Lewis Hamilton   | 223    |
|  | 2    | Valtteri Bottas  | 184    |
|  | 3    | Max Verstappen   | 136    |
|  | 4    | Sebastian Vettel | 123    |
|  | 5    | Charles Leclerc  | 120    |

|  | Poz. | Constructor           | Puncte |
|  | ---- | --------------------- | ------ |
|  | 1    | Mercedes              | 407    |
|  | 2    | Ferrari               | 243    |
|  | 3    | Red Bull Racing-Honda | 191    |
|  | 4    | McLaren-Renault       | 60     |
|  | 5    | Renault               | 39     |

- Notă: În ambele clasamente sunt prezentate doar primele cinci locuri.